# Claude Mollet
Claude Mollet (ca. 1560-1649) fue un jardinero francés, proyectista y tratadista de jardines, recordado por haber sido primer jardinero real de tres reyes de Francia: Enrique IV, Luis XIII y el joven Luis XIV. 
Miembro de la dinastía de Mollet, la más grande de las dedicadas a diseñar jardines a la francesa en el siglo XVII, su padre fue Jacques Mollet, jardinero en el castillo de Anet (Eure y Loir), donde se introdujo en Francia la jardinería formal italiana. En ese jardín se formaron Claude, siendo aprendiz, y después su hijo André Mollet, y desde él irradió el estilo francés a Holanda, Suecia e Inglaterra. 
En los grabados en madera publicados en la obra de Olivier de Serres dedicada a Enrique IV, Le Théâtre d'agriculture et mesnage des champs (París 1600), se incluyen los planos proyectados para los jardines reales por Claude Mollet, que era amigo del autor. En este libro se alababa a Mollet por sus diseños de jardines de hierbas y arbustos, e informaba de la realización en plantaciones y topiaria de letras, escudos de armas, cuadros, barcos y otras cosas, realizadas con ingenio maravilloso y paciencia.
Como Serres contó, Mollet poseía dos viveros de árboles, en las afueras del suburbio de Saint-Honoré, al oeste de París. Afirmó además que había introducido boj como borde de sus patrones, cada uno como "un tapis de Turquie" ("una alfombra turca") aislados por paseos de grava de 6 pies de ancho (1,8 m).
Claude Mollet es autor del libro Théâtre des planes et jardinages (1652), que tiene información autobiográfica y que fue publicado en 1652, después de su muerte, por su hijo. El manuscrito original había sido escrito muchos años antes, alrededor de 1613-1615, y fue revisado en los últimos años. Una copia de hermosa caligrafía se conserva en Dumbarton Oaks y está dedicada a Luis XIII, poco antes de la muerte del rey (1643). En él reconocía Mollet la influencia que sobre él había ejercido Étienne Dupérac, el arquitecto de San Germain-en-Laye. Enrique IV encargó a Mollet diseñar las terrazas ajardinadas del nuevo castillo de Saint Germain-en-Laye, en 1595, y posteriormente las de Palacio Real de Fontainebleau y de Montceaux-lès-Meaux, así como las del palacio de las Tullerías, de las que estuvo encargado a todo lo largo de su carrera profesional y donde el eje central del jardín, que rehízo después de los estragos causados por los soldados en 1593, se ha extendido hacia el oeste, formando el eje histórico de París.